# E pur si muove!

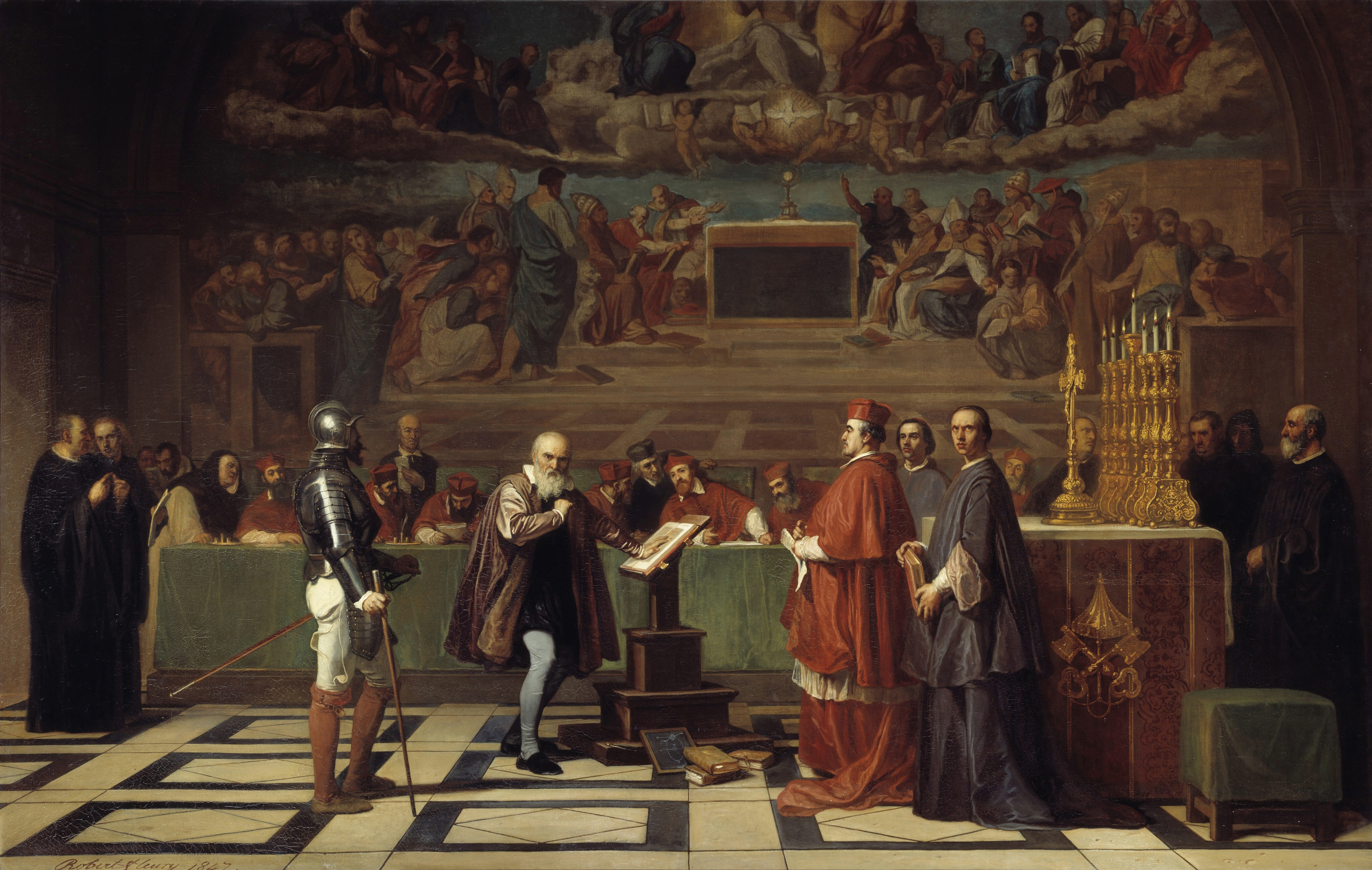
Galileo diante do Santo Oficio, pintura do século XIX, por Joseph-Nicolas Robert-Fleury.

Eppur si muove ou E pur si muove (mas se movimenta ou no entanto ela se move, em português) é uma frase polêmica que, segundo a tradição, Galileu Galilei pronunciou depois de renegar a visão heliocêntrica do mundo perante o tribunal da Inquisição.

## Simbolismo da frase
Diz a lenda que o matemático, físico e filósofo italiano Galileu Galilei murmurou esta frase depois de ter sido obrigado a renegar em 1633, diante da Inquisição, sua tese de que a Terra se move em torno do Sol.
No momento do julgamento de Galileu, a visão dominante entre os teólogos, filósofos e cientistas era de que a Terra seria estacionária, e de fato o centro do universo. Adversários de Galileu acusaram-no de heresia, crime punível com a morte pelo tribunal da Inquisição. Tendo Galileu se retratado, foi colocado sob prisão domiciliar até sua morte, nove anos após o julgamento.
No entanto, a mais antiga biografia de Galileu, escrita por seu discípulo Vincenzo Viviani, não menciona esta frase, e descreve Galileu como tendo-se retratado sinceramente.
Do ponto de vista simbólico, a frase sintetiza a estabilidade dos fatos descobertos pela ciência mesmo diante da censura pela fé; a quintessência do conflito entre descobertas científicas e as convenções de autoridade. A expressão Eppur si muove é usada com frequência como um apontamento de que os fatos físicos  continuam sendo os mesmos, independente de opiniões ou religiões.

O evento foi registrado pela primeira vez em inglês  por Giuseppe Baretti, em seu livro impresso em 1757: he Italian Library página 357: 
No momento em que foi libertado, ele olhou para o céu e para o chão e, batendo o pé no solo, em atitude contemplativa, disse: Eppur si muove, ou seja, "e, no entanto, ela se move", referindo-se à Terra., página 52 .
O livro passou a ser amplamente divulgado na Querelles Littéraires em 1761
Em 1911, as palavras E pur si muove foram encontradas em uma pintura recém-adquirida por um colecionador de arte, Jules van Belle, de Roeselare, na Bélgica. Essa pintura é datada de 1643 ou 1645 (o último dígito está parcialmente obscurecido), ou seja, dentro de um ou dois anos após a morte de Galileu. A assinatura é ilegível, mas Van Belle a atribuiu ao pintor espanhol do século XVII, Bartolomé Esteban Murillo. A pintura sugeriria que alguma variante da anedota Eppur si muove já circulava imediatamente após a morte de Galileu, quando ainda viviam muitas pessoas que o conheceram e poderiam confirmar a veracidade do relato — e que essa história teria circulado por mais de um século antes de ser publicada. No entanto, essa pintura, cujo paradeiro atual é desconhecido, revelou-se quase idêntica a uma outra, pintada em 1837 por Eugene van Maldeghem. Com base no estilo, muitos especialistas em arte duvidam que a pintura de Van Belle tenha sido feita por Murillo ou mesmo que tenha sido produzida antes do século XIX.
O juiz da Suprema Corte dos Estados Unidos, Antonin Scalia, supostamente concedia um prêmio chamado E pur si muove a juízes de instância inferior cujas decisões foram inicialmente revertidas por tribunais de apelação, mas mais tarde confirmadas pela Suprema Corte.